# Collegio di Barnsley Central
Barnsley Central è stato un collegio elettorale inglese della Camera dei comuni del Parlamento del Regno Unito, situato nel South Yorkshire. Eleggeva un membro del Parlamento con il sistema maggioritario a turno unico; il collegio è stato abolito in occasione della revisione periodica del 2024.

## Estensione
- 1983-1997: i ward del Borough of Barnsley di Ardsley, Athersley, Central, Monk Bretton, North West, Royston e South West.
- 1997-2010: i ward del Borough of Barnsley di Ardsley, Athersley, Central, Cudworth, Monk Bretton, North West, Royston e South West.
- 2010-2024: i ward del Borough di Barnsley di Central, Darton East, Darton West, Kingstone, Monk Bretton, Old Town, Royston e St Helens.

Il collegio di Barnsley Central includeva gran parte della città di Barnsley; confinava con i collegi di Wakefield, Hemsworth, Barnsley East, e Penistone and Stocksbridge.

## Profilo e storia
Barnsley Central era un collegio urbano e la maggioranza della popolazione aveva redditi medi o bassi; nell'area del collegio erano comprese molte ex città minerarie, dotate di edilizia sociale. Dal 1983 il seggio era detenuto dal Partito Laburista con grandi maggioranze, come anche i seggi predecessori, il che lo rendeva un seggio assicurato.
Creato nel 1983, Barnsley Central copriva un'area simile a quella dell'ex collegio di Barnsley; il seggio fu detenuto per circa un anno dal maggio 2010 da Eric Illsley come indipendente, dopo che fu sospeso dal Partito Laburista per l'inchiesta sulle spese; il seggio divenne vacante per dimissioni l'8 febbraio 2011.
Il 12 gennaio 2011, avendo ammesso il crimine di frode sulle spese, Illsley annunciò la sua intenzione di dimettersi dal Parlamento, il che portò a un'elezione suppletiva nel marzo 2011. L'8 febbraio 2011 Illsley si dimise prima di essere condannato per frode sulle spese parlamentari. Le elezioni suppletive del 3 marzo 2011 furono vinte da Dan Jarvis, laburista; il vantaggio laburista crebbe fino ad arrivare alla maggioranza assoluta, anche se con un'affluenza del 20% inferiore a quella delle elezionoi generali, mentre il voto conservatore crollò a solo l'8,3%, meno dell'UKIP con il 12,2%.

## Membri del Parlamento
| Elezione | Elezione     | Deputato         | Partito          |
| -------- | ------------ | ---------------- | ---------------- |
|          | 1983         | Roy Mason        | Laburista        |
| 1987     | Eric Illsley |                  | Laburista        |
|          | Eric Illsley | 2010             | Indipendente     |
|          | 2011 (S)     | Dan Jarvis       | Laburista        |
|          | 2024         | Collegio abolito | Collegio abolito |

## Risultati elettorali

### Elezioni negli anni 2010
| Partito                    | Partito                                | Candidato                  | Risultati 12 dicembre 2019 | Risultati 12 dicembre 2019 |
| Partito                    | Partito                                | Candidato                  | Voti                       | %                          |
| -------------------------- | -------------------------------------- | -------------------------- | -------------------------- | -------------------------- |
|                            | Laburista                              | Dan Jarvis                 | 14 804                     | 40,12                      |
|                            | Brexit                                 | Victoria Felton            | 11 233                     | 30,44                      |
|                            | Conservatore                           | Iftikhar Ahmed             | 7 892                      | 21,39                      |
|                            | Lib Dem                                | Will Sapwell               | 1 176                      | 3,19                       |
|                            | Verdi                                  | Tom Heyes                  | 900                        | 2,44                       |
|                            | Yorkshire                              | Ryan Williams              | 710                        | 1,92                       |
|                            | Indipendente                           | Donald Wood                | 188                        | 0,51                       |
|                            |                                        |                            |                            |                            |
| Iscritti                   | Iscritti                               | Iscritti                   | 65 277                     | 100,00                     |
| ↳ Votanti (% su iscritti)  | ↳ Votanti (% su iscritti)              | ↳ Votanti (% su iscritti)  | 36 903                     | 56,53                      |
| ↳ Astenuti (% su iscritti) | ↳ Astenuti (% su iscritti)             | ↳ Astenuti (% su iscritti) | 28 374                     | 43,47                      |
|                            |                                        |                            |                            |                            |
|                            | Esito: collegio confermato a Laburista |                            |                            |                            |

| Partito                    | Partito                                | Candidato                  | Risultati 8 giugno 2017 | Risultati 8 giugno 2017 |
| Partito                    | Partito                                | Candidato                  | Voti                    | %                       |
| -------------------------- | -------------------------------------- | -------------------------- | ----------------------- | ----------------------- |
|                            | Laburista                              | Dan Jarvis                 | 24 982                  | 63,91                   |
|                            | Conservatore                           | Amanda Ford                | 9 436                   | 24,14                   |
|                            | UKIP                                   | Gavin Felton               | 3 339                   | 8,54                    |
|                            | Verdi                                  | Richard Trotman            | 572                     | 1,46                    |
|                            | Lib Dem                                | David Ridgway              | 549                     | 1,40                    |
|                            | Democratici                            | Stephen Morris             | 211                     | 0,54                    |
|                            |                                        |                            |                         |                         |
| Iscritti                   | Iscritti                               | Iscritti                   | 64 503                  | 100,00                  |
| ↳ Votanti (% su iscritti)  | ↳ Votanti (% su iscritti)              | ↳ Votanti (% su iscritti)  | 39 089                  | 60,60                   |
| ↳ Astenuti (% su iscritti) | ↳ Astenuti (% su iscritti)             | ↳ Astenuti (% su iscritti) | 25 414                  | 39,40                   |
|                            |                                        |                            |                         |                         |
|                            | Esito: collegio confermato a Laburista |                            |                         |                         |

| Partito                    | Partito                                | Candidato                  | Risultati 7 maggio 2015 | Risultati 7 maggio 2015 |
| Partito                    | Partito                                | Candidato                  | Voti                    | %                       |
| -------------------------- | -------------------------------------- | -------------------------- | ----------------------- | ----------------------- |
|                            | Laburista                              | Dan Jarvis                 | 20 376                  | 55,73                   |
|                            | UKIP                                   | Lee Hunter                 | 7 941                   | 21,72                   |
|                            | Conservatore                           | Kay Carter                 | 5 485                   | 15,00                   |
|                            | Verdi                                  | Michael Short              | 938                     | 2,57                    |
|                            | Lib Dem                                | John Ridgway               | 770                     | 2,11                    |
|                            | TUSC                                   | Dave Gibson                | 573                     | 1,57                    |
|                            | Democratici                            | Ian Sutton                 | 477                     | 1,30                    |
|                            |                                        |                            |                         |                         |
| Iscritti                   | Iscritti                               | Iscritti                   | 64 479                  | 100,00                  |
| ↳ Votanti (% su iscritti)  | ↳ Votanti (% su iscritti)              | ↳ Votanti (% su iscritti)  | 36 560                  | 56,70                   |
| ↳ Astenuti (% su iscritti) | ↳ Astenuti (% su iscritti)             | ↳ Astenuti (% su iscritti) | 27 919                  | 43,30                   |
|                            |                                        |                            |                         |                         |
|                            | Esito: collegio confermato a Laburista |                            |                         |                         |

| Partito                    | Partito                                | Candidato                  | Risultati 3 marzo 2011 | Risultati 3 marzo 2011 |
| Partito                    | Partito                                | Candidato                  | Voti                   | %                      |
| -------------------------- | -------------------------------------- | -------------------------- | ---------------------- | ---------------------- |
|                            | Laburista                              | Dan Jarvis                 | 14 724                 | 60,80                  |
|                            | UKIP                                   | Jane Collins               | 2 953                  | 12,19                  |
|                            | Conservatore                           | James Hockney              | 1 999                  | 8,25                   |
|                            | BNP                                    | Enis Dalton                | 1 463                  | 6,04                   |
|                            | Indipendente                           | Tony Devoy                 | 1 266                  | 5,23                   |
|                            | Lib Dem                                | Dominic Carman             | 1 012                  | 4,18                   |
|                            | Democratici                            | Kevin Riddiough            | 544                    | 2,25                   |
|                            | Monster Raving Loony                   | Howling Laud Hope          | 198                    | 0,82                   |
|                            | Indipendente                           | Michael Val Davies         | 60                     | 0,25                   |
|                            |                                        |                            |                        |                        |
| Iscritti                   | Iscritti                               | Iscritti                   | 66 353                 | 100,00                 |
| ↳ Votanti (% su iscritti)  | ↳ Votanti (% su iscritti)              | ↳ Votanti (% su iscritti)  | 24 219                 | 36,50                  |
| ↳ Astenuti (% su iscritti) | ↳ Astenuti (% su iscritti)             | ↳ Astenuti (% su iscritti) | 42 134                 | 63,50                  |
|                            |                                        |                            |                        |                        |
|                            | Esito: collegio confermato a Laburista |                            |                        |                        |

| Partito                    | Partito                                | Candidato                  | Risultati 6 maggio 2010 | Risultati 6 maggio 2010 |
| Partito                    | Partito                                | Candidato                  | Voti                    | %                       |
| -------------------------- | -------------------------------------- | -------------------------- | ----------------------- | ----------------------- |
|                            | Laburista                              | Eric Illsley               | 17 487                  | 47,26                   |
|                            | Lib Dem                                | Christopher Wiggin         | 6 394                   | 17,28                   |
|                            | Conservatore                           | Piers Tempest              | 6 388                   | 17,26                   |
|                            | BNP                                    | Ian Sutton                 | 3 307                   | 8,94                    |
|                            | UKIP                                   | David Silver               | 1 727                   | 4,67                    |
|                            | Indipendente                           | Donald Wood                | 732                     | 1,98                    |
|                            | Indipendente                           | Tony Devoy                 | 610                     | 1,65                    |
|                            | Laburista Socialista                   | Terence Robinson           | 356                     | 0,96                    |
|                            |                                        |                            |                         |                         |
| Iscritti                   | Iscritti                               | Iscritti                   | 65 488                  | 100,00                  |
| ↳ Votanti (% su iscritti)  | ↳ Votanti (% su iscritti)              | ↳ Votanti (% su iscritti)  | 37 001                  | 56,50                   |
| ↳ Astenuti (% su iscritti) | ↳ Astenuti (% su iscritti)             | ↳ Astenuti (% su iscritti) | 28 487                  | 43,50                   |
|                            |                                        |                            |                         |                         |
|                            | Esito: collegio confermato a Laburista |                            |                         |                         |

### Elezioni negli anni 2000
| Partito                    | Partito                                | Candidato                  | Risultati 5 maggio 2005 | Risultati 5 maggio 2005 |
| Partito                    | Partito                                | Candidato                  | Voti                    | %                       |
| -------------------------- | -------------------------------------- | -------------------------- | ----------------------- | ----------------------- |
|                            | Laburista                              | Eric Illsley               | 17 478                  | 61,08                   |
|                            | Lib Dem                                | Miles Crompton             | 4 746                   | 16,59                   |
|                            | Conservatore                           | Peter Morel                | 3 813                   | 13,33                   |
|                            | BNP                                    | Geoffrey Broadley          | 1 403                   | 4,90                    |
|                            | Indipendente                           | Donald Wood                | 1 175                   | 4,11                    |
|                            |                                        |                            |                         |                         |
| Iscritti                   | Iscritti                               | Iscritti                   | 60 625                  | 100,00                  |
| ↳ Votanti (% su iscritti)  | ↳ Votanti (% su iscritti)              | ↳ Votanti (% su iscritti)  | 28 615                  | 47,20                   |
| ↳ Astenuti (% su iscritti) | ↳ Astenuti (% su iscritti)             | ↳ Astenuti (% su iscritti) | 32 010                  | 52,80                   |
|                            |                                        |                            |                         |                         |
|                            | Esito: collegio confermato a Laburista |                            |                         |                         |

| Partito                    | Partito                                | Candidato                  | Risultati 7 giugno 2001 | Risultati 7 giugno 2001 |
| Partito                    | Partito                                | Candidato                  | Voti                    | %                       |
| -------------------------- | -------------------------------------- | -------------------------- | ----------------------- | ----------------------- |
|                            | Laburista                              | Eric Illsley               | 19 181                  | 69,64                   |
|                            | Lib Dem                                | Alan Hartley               | 4 051                   | 14,71                   |
|                            | Conservatore                           | Ian McCord                 | 3 608                   | 13,10                   |
|                            | Alleanza Socialista                    | Henry Rajch                | 703                     | 2,55                    |
|                            |                                        |                            |                         |                         |
| Iscritti                   | Iscritti                               | Iscritti                   | 60 137                  | 100,00                  |
| ↳ Votanti (% su iscritti)  | ↳ Votanti (% su iscritti)              | ↳ Votanti (% su iscritti)  | 27 543                  | 45,80                   |
| ↳ Astenuti (% su iscritti) | ↳ Astenuti (% su iscritti)             | ↳ Astenuti (% su iscritti) | 32 594                  | 54,20                   |
|                            |                                        |                            |                         |                         |
|                            | Esito: collegio confermato a Laburista |                            |                         |                         |

## Risultati dei referendum
|             | Collegio         | Lasciare UE % | Rimanere in UE % |
| ----------- | ---------------- | ------------- | ---------------- |
|             | Barnsley Central | 68,3%         | 31,7%            |
| Inghilterra | 53,3%            | 46,7%         |                  |
| Regno Unito | 51,9%            | 48,1%         |                  |